# June Afternoon
June Afternoon (englisch für: „Juni Nachmittag“) ist ein Lied des schwedischen Pop-Duos Roxette, das im Oktober 1995 erschien.

## Entstehung und Veröffentlichung
Getextet und komponiert wurde das Lied alleine von Roxette-Mitglied Per Gessle. Für die Produktion zeichnete Clarence Öfwerman verantwortlich. Die Aufnahme des Liedes entstand in den Abbey Road Studios.
Die Erstveröffentlichung von June Afternoon erfolgte am 30. Oktober 1995 bei EMI Music, als Teil von Roxettes zweiten Kompilationsalbums Don’t Bore Us, Get to the Chorus! (Katalognummer: 88354662). Am 8. Januar 1996 erschien das Lied als zweite Singleauskopplung aus dem Album. Diese erschien als CD-Maxi-Single mit einer Demoaufnahme des Liedes sowie einer Demo zu Seduce Me als B-Seite (Katalognummer: 8652092). Die Demoaufnahme zu June Afternoon entstand dabei am 17. Juli 1994, die zu Seduce Me bereits am 22. August 1990.

## Inhalt
June Afternoon thematisiert einen Nachmittag im Monat Juni. So meint die Sängerin in dem Lied, dass man im Park spielen solle und ein Eis oder ein Magazin kaufen solle. Zudem beschreibt sie, wie ein Maler im Park sein Meisterwerk male und Eichhörnchen in den Bäumen herumspringen („There’s a painter painting his masterpiece. There are some squirrels jumping in the trees.“).

## Musikvideo
Das Musikvideo zur Single wurde unter der Regie von Jonas Åkerlund gedreht.

## Chartplatzierungen
| ChartsChartplatzierungen | Höchstplatzierung | Wochen |
| ------------------------ | ----------------- | ------ |
| Deutschland (GfK)        | 57 (10 Wo.)       | 10     |
| Schweden (GLF)           | 24 (6 Wo.)        | 6      |
| Schweiz (IFPI)           | 35 (4 Wo.)        | 4      |